# Пало Пинто (окръг, Тексас)
Окръг Пало Пинто (на английски: Palo Pinto County) е окръг в щата Тексас, Съединени американски щати. Площта му е 2554 km², а населението - 27 026 души (2000). Административен център е град Пало Пинто.